# 鄉村路帶我回家
《乡村路带我回家》（英語：Take Me Home, Country Roads）為美國民謠歌手約翰·丹佛與比尔·丹诺夫及塔菲尼·维特在1971年共同創作的歌曲。
原先收錄於專輯《Poems，Prayers and Promises》中，之後在該專輯發行後獨立成單曲發行，並曾在當時的公告牌百強單曲榜奪下當週排行第2名的記錄。
發行至今已有不少歌手翻唱，為約翰·丹佛個人代表曲目之一。
这首歌作为西弗吉尼亚州的标志之一而享有很高的地位。 2014年3月，它成为西弗吉尼亚州的四首官方州歌之一。

## 概要
歌曲的創作靈感來自於約翰·丹佛結識的樂友Bill Danoff以及對方的妻子Taffy Nivert（※Bill Danoff與Taffy Nivert在那期間共組成名為「Fat City」的樂團）。當時Danoff向約翰·丹佛表示他陪同Nivert前往和她在馬里蘭州的家人共聚時；在路上想起一段適合作為民謠的曲調，並打算將事後完成的作品賣給另一名鄉村歌手強尼·凱許。
事後約翰·丹佛在聽了這首試作的曲子後，引起了相當大的興趣，便和Danoff與Nivert商量讓他一同來修改這首作品；並作為他的下一首專輯《Poems，Prayers and Promises》收錄歌曲之一。
作品的首次公演於1970年12月30日在華盛頓首府裡的一間音樂吧台「The Cellar Door」中，約翰·丹佛當時將此新作編排為當天節目尾聲的安可曲。
在約翰·丹佛演唱完畢後觀眾報以長達5分鐘的掌聲，並創下了在The Cellar Door店鋪的新記錄。
《乡村路带我回家》的內容雖以西維吉尼亞為舞台，但歌詞中提到的謝南多亞河（Shenandoah River）僅在部份支流經過西維吉尼亞，絕大部份流域反多集中在維吉尼亞州裡。而歌詞另提及的藍嶺山脈（Blue Ridge Mountains）也同樣僅部份區域在西維吉尼亞邊界。後續歌曲創作者之一Taffy Nivert在接受電台訪問時；表示只能讓歌曲內容感覺不錯，她並不在意歌詞內容提到的地點是否確實剛好在西維吉尼亞裡。

## 銷售
美國
- 公告牌百強單曲榜：第2名
- 公告牌成人流行音樂榜：第3名
- 公告牌鄉村單曲榜：第50名

加拿大
- RPM暢銷單曲榜：第3名
- RPM成人流行音樂榜：第5名
- RPM鄉村音樂榜：第17名

※皆為1971年

## 引用
電影
- 1995年日本動畫電影《心之谷》將《乡村路带我回家》作為故事中女主角月島平時用來練習嘗試改寫歌詞的曲子。[3]
- 2017年美国電影《異形：聖約》片中麥可·法斯賓達飾演的大衛釋放此歌曲作為訊號引誘主角一行人到Engineer母星。
- 2017年英国、美国電影《金牌特務：機密對決》不時用該曲作為背景配樂，也是梅林最喜愛的曲子。
- 2017年美国電影《羅根好好運》該曲出現於片尾的歌唱大賽。
- 2022年中国电影《独行月球》以该曲作为插曲，歌词略有改编。

電視劇
- 《樂透趴趴走》有在劇中人物工作時哼唱這首歌。
- 《越獄風雲》第二季的第4集「第一人出局 」（First Down）中出現。
- 《黑道家族》第80集「Remenber When」的節目結尾處朱尼爾大叔（Uncle Junior）在醫院與其他人合唱此曲。
- 《辦公室》第五季第23集「Michael Scott Paper Company」杜懷特·舒魯特（Dwight Schrute）與安迪·柏納德（Andy Bernard）一同合唱，其中杜懷特有演唱德語版的《乡村路带我回家》。[4]
- 《老公老婆不登對》在一集故事中主角Dharma腦袋想像的情境裡出現。
- 《特工老爹》第二季第11集「American Dream Factory」劇中人物Steve和一家墨西哥移民合唱這首歌。

體育
- 1972年開始被西維吉尼亞大學採用為該校的美式足球隊「West Virginia Mountaineers」主場賽前歌曲。[5]
- 英格蘭超級足球聯賽中的曼徹斯特聯足球俱樂部與富勒姆足球俱樂部皆以此曲做為比賽加油歌，其中兩者分別將歌詞中的「西維吉尼亞」（West Virginia）改成他們所屬的足球場名稱「老特拉福」或「克拉文農場」。
- MLS的科羅拉多急流隊的球迷俱樂部中除將此曲作為加油歌外，另將歌詞中的「鄉村路」（Country Roads）改成「山林路」（Mountain Roads）、「西維吉尼亞」（West Virginia）改成「科羅拉多」（Colorado）、「眾山之母」（mountain momma）改成「瞧瞧我們的急流隊」（See the Rapids）。
- 日本足球隊仙台維加泰比賽用曲。

政界
- 2008年在西維吉尼亞州贏得黨員初選的總統參選人希拉蕊·柯林頓，在勝選演講上引用歌詞的開頭：「現在的感覺『就像處於天堂一般』（You know, like the song says, “It's almost heaven”）」。
- 於2010年逝世的西維吉尼亞州籍的聯邦參議院臨時議長羅伯特·伯德在7月2日的喪禮會場上播放的曲子。[6]

電玩
- 於貝塞斯達軟體公司所製作的線上遊戲《異塵餘生76》的E3 2018預告片中作為背景音樂。

其它
- 美國太空總署NASA1982年的太空任務STS-5及1984年的STS-41-G，在每日叫醒太空人以及返航回地球時皆播放此曲。[7]

## 翻唱者
美國
- 琳娜安德森：收錄專輯《How Can I Unlove You》（1971年）。
- 奧莉薇亞·紐頓-強：收錄專輯《Let Me Be There》，並引用在日本動畫《心之谷》開頭（1971年）。
- 伊瑟瑞·卡瑪卡威烏歐爾：夏威夷樂手，收錄專輯《Facing Future》（1971年）。
- Me First and the Gimme Gimmes：收錄專輯《Have Another Ball》（2008年）。
- Daryle Singletary：收錄專輯《Rockin' in the Country》（2009年）。
- Steven Sweet：收錄專輯《Scratch on the Break》（2010年）；並改編成搖滾版。
- 卡麗·安德伍2010年的巡迴演唱「Play On Tour」上列為表演曲目之一。
- Copilot Music + Sound2018年的E3上,作为贝塞斯达软件旗下辐射系列新作品辐射76的预告片背景音乐。
- Lee Miles: 收录专辑《Country Roads》

牙買加
- Toots and the Maytals：收錄專輯《Almost Heaven》，此翻唱版將曲調改成雷鬼風格並把一些歌詞改成牙買加的地點。此翻唱版曾被2005年德國電影《Almost Heaven》引用。

羅馬尼亞
- ：翻唱歌名為（1979年）。

法國
- ：翻唱歌名為（1972年）。
- ：翻唱歌名為（1973年）。
- ：翻唱歌名為（1976年）。

荷蘭
- Hermes House Band：翻唱歌名為《Country Roads》（2001年）。

德國
- Die Lollipops：翻唱曲名為《Dankeschon》（2000年）。

斯洛維尼亞
- ：翻唱曲名：《Siva pot》（1995年）。

日本
- Candies：收錄專輯（1971年）。
- 本名陽子：動畫《心之谷》女主角月島的配音員，翻唱穿插在動畫中的歌曲及片尾曲，並收錄於該動畫原聲帶中（1995年）。
- 井上喜久子：收錄專輯（1998年）。
- GOING UNDER GROUND：收錄專輯（2001年）。
- 小野麗沙：收錄專輯《Jambalaya - Bossa Americana-》（2006年）。
- 羊毛與千葉花：收錄專輯《LIVE AT VILLAGE VANGUARD》（2009年）。

台灣
- BOB芭比：翻唱台語版曲名為《再會啦故鄉》，收錄專輯《再會啦故鄉》（1998年）。

香港
- 許冠英：收錄專輯《錢作怪》（1980年) 曲名：《我的家》

中国大陆
- 女子十二樂坊：收錄專輯《世界名曲劇場：序篇》（2007年）